# Congstar
Congstar – marka telefonii komórkowej działającej w Niemczech.

## Charakterystyka
Spółka Congstar GmbH powstała w 2004 roku. Należy do Telekom Deutschland. Jest trzecią największą telefonią komórkową MVNO w Niemczech. W 2014 roku sieć miała 4,5 miliona abonentów. Główna siedziba spółki znajduje się w Kolonii. Congstar zatrudnia około 200 pracowników.
Zarówno oferta, jak i marketing marki kierowany jest do młodszych klientów – w wieku od 18 do 39 lat. Ceny w sieci są niższe od pozostałych sieci Telekom Deutschland, jednak Congstar oferuje mniej usług. Sieć jest sponsorem hamburskiego klubu FC St. Pauli.